# 범죄인 인도

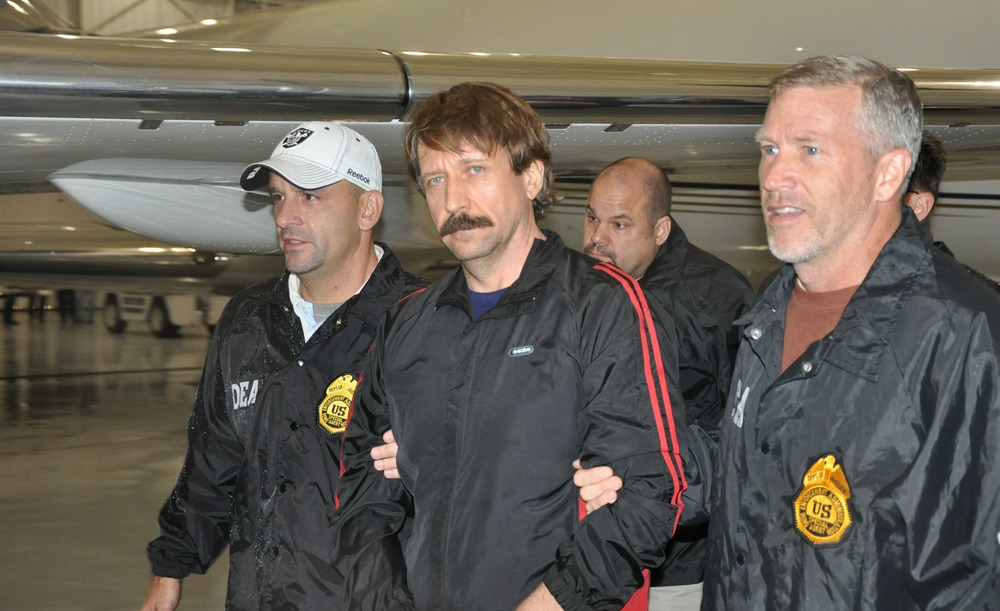

범죄인 인도(犯罪人引渡, 영어: extradition)는 어떤 국가에서 범인이 다른 국가로 도주하였을 때 그 타국가로부터 범죄행위지 국가로 외교상의 절차를 통하여 범죄인을 인도 받는 것을 말한다. 인도되는 범죄인은 인도국에서 볼 때 외국인이므로 범죄인의 인도는 외국인의 강제적 추방이 된다. 범죄인 인도여부는 국가의 자유지만 범죄인 인도조약이 체결되면 상호 인도의 의무를 진다.
인도의 객체는 보통범죄를 행한 외국인이며, 정치범(죄인)에 대해서는 인도를 하지 않는 것이 원칙인 정치범 불인도의 원칙과 범죄인이 자국민인 경우에도 인도하지 않는 자국민 불인도의 원칙이 한국을 포함한 대륙법계 및 이슬람교 법계, 국가에서는 인정되고 있다.
반대로 영미법계에서는 특이한 케이스가 아닌 한 본토 밖의 범죄는 처벌하지 않으며, 범죄인이 자국민이라 할지라도 범죄지 국가에 이를 인도하는 것을 허용하는 입장이다.
과거 소련을 중심으로 한 사회주의 법계(중국과 베트남을 제외한 공산국가권)으로 도주한 범죄자(내.외국인 포함) 및 유럽 국가로 도주한 사형 가능성이 예상되거나, 사형 판결을 받고 유럽 국가로 도주한 경우, 도주한 외국인이라도, 범죄인 인도 원칙이 인정되지 않기 때문에, 범죄인 요청이 들어와도, 인도를 거부하며, 대신, 해당 국가로부터 범죄인 수사 기록을 넘겨받고 도주국에서 직접 재판 및 처벌한다.
2011년 12월 유럽과 범죄인 인도협약을 체결한 이후 2009년 대한민국에 입국한 미국 출신의 대전광역시 원어민 강사가 2010년 8월에 초등학생을 자신의 숙소로 이용해 술을 먹이고 성관계를 가지고 26분 분량의 동영상을 촬영한 혐의로 도피처였던 아르메니아에서 송환받았다.

## 조약 체결국
2020년 현재 78개국으로 많은 국가와 체결하고 있다. 양자조약은 33개이고, 2011년 12월 29일 '범죄인인도에 관한 유럽 협약'의 역외당사국이 되었다.
- 호주	1991년 1월 16일
- 캐나다	1995년 1월 29일
- 스페인	1995년 2월 15일
- 필리핀	1996년 11월 30일
- 파라과이	1996년 12월 29일
- 칠레	1997년 10월 1일
- 멕시코	1997년 12월 27일
- 미국	1999년 12월 20일
- 몽골	2000년 1월 27일
- 아르헨티나	2000년 11월 9일
- 태국	2001년 2월 15일
- 브라질	2002년 2월 1일
- 중화인민공화국	2002년 4월 12일
- 뉴질랜드	2002년 4월 17일
- 일본	2002년 6월 21일
- 우즈베키스탄	2004년 11월 23일
- 베트남	2005년 4월 19일
- 인도	2005년 6월 8일
- 페루	2005년 11월 16일
- 과테말라	2006년 2월 20일
- 홍콩	2007년 2월 11일
- 인도네시아	2007년 11월 16일
- 프랑스	2008년 6월 1일
- 알제리	2008년 10월 24일
- 불가리아	2010년 4월 8일
- 캄보디아	2011년 10월 1일
- 유럽 평의회    2011년 12월 2일
  - 그리스
  - 네덜란드
  - 노르웨이
  - 덴마크
  - 독일
  - 라트비아
  - 러시아
  - 루마니아
  - 룩셈부르크
  - 리투아니아
  - 리히텐슈타인
  - 모나코
  - 몬테네그로
  - 몰도바
  - 몰타
  - 벨기에
  - 보스니아 헤르체고비나
  - 북마케도니아
  - 산마리노
  - 세르비아
  - 스웨덴
  - 스위스
  - 슬로바키아
  - 슬로베니아
  - 아르메니아
  - 아이슬란드
  - 아일랜드
  - 아제르바이잔
  - 안도라
  - 알바니아
  - 에스토니아
  - 영국
  - 오스트리아
  - 우크라이나
  - 이탈리아
  - 조지아
  - 체코
  - 크로아티아
  - 키프로스
  - 터키
  - 포르투갈
  - 폴란드
  - 핀란드
  - 헝가리
  - 이스라엘
- 카자흐스탄	2012년 9월 10일
- 쿠웨이트	2013년 8월 28일
- 남아프리카공화국	2014년 6월 20일
- 말레이시아	2015년 4월 15일
- UAE	2017년 5월 17일
- 이란	2018년 3월 8일
- 키르기스스탄	TBD[2]

## 정치범 불인도의 원칙
다른 나라로 도피한 정치범은 그 당사국에 인도할 의무가 없다고 하는 조약 또는 관행에 의해서 확립된 원칙. 국외로 도망한 범죄인을 처벌하기 위해서는 그 나라로부터 인도를 받아야 하며 그 때문에 국가 사이에 범죄인의 인도조약이 체결되어 있는데, 그 경우 정치범은 제외되어 있다. 이것은 정치범은 어느 의미에서는 인위적으로 만들어진 범죄인이며 본인이 자연적인 악에 관계하는 일은 거의 없기 때문이다.

## 같이 보기
- 인도 (법)